# Doug Brochu
Douglas „Doug” Brouchu  (ur. 29 września 1990 w Fayetteville, w Karolinie Północnej) – amerykański aktor, komik i producent telewizyjny. Występował w roli Grady’ego Mitchella z serialu Słoneczna Sonny.

## Filmografia
| Role główne    | Role główne     | Role główne    | Role główne |
| Rok            | Tytuł           | Rola           | Notatki |
| -------------- | --------------- | -------------- | --- |
| 2009—2011      | Słoneczna Sonny | Grady Mitchell | |
| Role gościnne  |                 |                | |
| Rok            | Tytuł           | Rola           | Notatki |
| 2010           | Para królów     | Oogie          | "The Brady Hunch" (odcinek 7, sezon 1)                                                                                                   |
| 2007-2008      | iCarly          | Duke           | "Szpieguję wredną nauczycielkę" (odcinek 4, sezon 1) "Wykluwam kurczaki" (odcinek 12, sezon 1) "Powstrzymać Nevela (odcinek 15, sezon 1) |
| 2007           | iCarly          | Zapaśnik       | "Lubię Jake'a" (odcinek 2, sezon 1) |
| 2007           | Zoey 101        | Blatzberg      | "Wrestling" (odcinek 36, sezon 3) |
| Głos i dubbing |                 |                | |
| Rok            | Tytuł           | Rola           | Notatki |
| 2009           | Wymiennicy      | Terrance       | Głos |